# Festival de la Canción de Eurovisión 2004
El XLIX Festival de la Canción de Eurovisión tuvo lugar el 12 de mayo de 2004 (semifinal) y el 15 de mayo de 2004, en Estambul, Turquía. Los presentadores de la gala fueron Meltem Cumbul y Korhan Abay, con la colaboración especial de la ganadora del año anterior, Sertab Erener.
El escenario simbolizaba el arte turco, a la vez que hacía alarde del lema del festival de ese año "Under the same sky" (Bajo el mismo cielo).
Un total de 36 países compitieron en aquel festival, lo que suponía el récord de participantes en ese momento. Fue el primer festival que contó con una semifinal y por tanto se organizó en dos días: una ronda eliminatoria (miércoles) y la gran final (sábado). Bajo este nuevo formato, los pases directos a la final se dieron a Reino Unido, Francia, Alemania y España (como mayores contribuyentes financieros de la Unión Europea de Radiodifusión), Turquía (como ganadora del Festival de 2003) y los nueve países restantes con mayor puntuación en 2003.
El Festival tuvo como ganadora a la participante ucraniana, Ruslana Lyzhichko, con la canción "Wild Dances", que consiguió 280 puntos. Cabe destacar que esta fue solo la segunda participación de Ucrania en la historia del Festival. El segundo lugar fue para el debutante Serbia y Montenegro con Željko Joksimović y el tercer lugar fue para Sakis Rouvas representante de Grecia, igualando su mejor posición (hasta ese momento) conseguida en 2001.
La organización del festival supuso para Turquía ante su proceso de integración con Europa una oportunidad para mostrar una imagen de modernidad y capacidad organizativa a través de las dos galas emitidas a toda Europa y otros países del mundo. La victoria de 2003 y la organización de la edición de 2004 tuvo, según algunos análisis una respuesta en la economía, sobre todo en el turismo, algo que se potenció en la organización del festival, donde se emitieron imágenes promocionales de Turquía.
También fue el primer festival en utilizar el logotipo genérico consistente en la palabra Eurovisión con la letra V convertida en un corazón, en cuyo interior figura la bandera del país organizador. Además, se instauró la regla de desempate que se sigue usando hasta el día de hoy: En caso de que 2 canciones empaten en primer lugar, se cuenta el número de países que le votaron; quien haya recibido puntos de mayor cantidad de países, sería declarado vencedor. De continuar el empate, se sigue con la regla anterior, contando la cantidad de máximas puntuaciones. Este sistema también es usado en caso de empate en semifinales
Hubo grandes problemas con el sonido, sobre todo en la semifinal, ya que se escuchaba el audio muy alto o muy bajo, problema que mejoraron un poco en la final.

## Países participantes
| País y TV                   | Título original de la canción     | Artista                 | Proceso y fecha de selección                               |
| País y TV                   | Traducción al español             | Idioma(s)               | Proceso y fecha de selección                               |
| --------------------------- | --------------------------------- | ----------------------- | ---------------------------------------------------------- |
| Albania RTSH                | The image of you                  | Anjeza Shahini          | Festivali i Këngës 42, 20-12-03                            |
| Albania RTSH                | Tu imagen                         | Inglés                  | Festivali i Këngës 42, 20-12-03                            |
| Alemania ARD                | Can't wait until tonight          | Max                     | Germany 12 Points!, 19-03-04                               |
| Alemania ARD                | No puedo esperar hasta esta noche | Inglés, Alemán y Turco  | Germany 12 Points!, 19-03-04                               |
| Andorra RTVA                | Jugarem a estimar-nos             | Marta Roure             | 12 punts, 15-03-04                                         |
| Andorra RTVA                | Jugaremos a querernos             | Catalán                 | 12 punts, 15-03-04                                         |
| Austria ORF                 | Du bist                           | Tie-break               | Song.Null.Vier, 05-03-04                                   |
| Austria ORF                 | Tú eres                           | Alemán                  | Song.Null.Vier, 05-03-04                                   |
| Bélgica VRT                 | 1 life                            | Xandee                  | Eurosong 2004, 15-02-04                                    |
| Bélgica VRT                 | Una vida                          | Inglés                  | Eurosong 2004, 15-02-04                                    |
| Bielorrusia BTRC            | My Galileo                        | Aleksandra & Konstantin | Final nacional, 31-01-04                                   |
| Bielorrusia BTRC            | Mi Galileo                        | Inglés                  | Final nacional, 31-01-04                                   |
| Bosnia y Herzegovina PBSBIH | In the disco                      | Deen                    | BH Eurosong 2004, 06-03-04 (cantante elegido internamente) |
| Bosnia y Herzegovina PBSBIH | En la discoteca                   | Inglés                  | BH Eurosong 2004, 06-03-04 (cantante elegido internamente) |
| Chipre CyBC                 | Stronger every minute             | Lisa Andreas            | Final nacional                                             |
| Chipre CyBC                 | Más fuerte cada minuto            | Inglés                  | Final nacional                                             |
| Croacia HRT                 | You are the only one              | Ivan Mikulić            | Dora 2004                                                  |
| Croacia HRT                 | Eres la única                     | Inglés                  | Dora 2004                                                  |
| Dinamarca DR                | Shame on you                      | Tomas Thordarson        | Dansk Melodi Gran Prix 2004, 07-02-04                      |
| Dinamarca DR                | ¡Vergüenza debería darte!         | Inglés                  | Dansk Melodi Gran Prix 2004, 07-02-04                      |
| Eslovenia RTVSLO            | Stay forever                      | Platin                  | EMA 2004, 15-02-04                                         |
| Eslovenia RTVSLO            | Quédate para siempre              | Inglés                  | EMA 2004, 15-02-04                                         |
| España TVE                  | Para llenarme de ti               | Ramón                   | Operación Triunfo 3, 28-01-04                              |
| España TVE                  | -                                 | Español                 | Operación Triunfo 3, 28-01-04                              |
| Estonia ERR                 | Tii                               | Neiokõsõ                | Eurolaul 2004, 07-02-04                                    |
| Estonia ERR                 | El camino                         | Võro                    | Eurolaul 2004, 07-02-04                                    |
| Finlandia YLE               | Takes 2 to tango                  | Jari Sillanpää          | Euroviisut 2004, 24-01-04                                  |
| Finlandia YLE               | Hacen falta dos para el tango     | Inglés                  | Euroviisut 2004, 24-01-04                                  |
| Francia France 3            | À chaque pas                      | Jonatan Cerrada         | Elección interna                                           |
| Francia France 3            | A cada paso                       | Francés y Español       | Elección interna                                           |
| Grecia ERT                  | Shake it                          | Sakis Rouvas            | Elección interna                                           |
| Grecia ERT                  | Menéalo                           | Inglés y Español        | Elección interna                                           |
| Irlanda RTÉ                 | If my world stopped turning       | Chris Doran             | You're a Star, 06-03-04                                    |
| Irlanda RTÉ                 | Si mi mundo dejase de girar       | Inglés                  | You're a Star, 06-03-04                                    |
| Islandia RÚV                | Heaven                            | Jónsi                   | Elección interna                                           |
| Islandia RÚV                | Cielo                             | Inglés                  | Elección interna                                           |
| Israel IBA                  | Leha'amin                         | David D'or              | Final nacional, 05-02-04 (cantante elegido internamente)   |
| Israel IBA                  | Creer                             | Inglés y Hebreo         | Final nacional, 05-02-04 (cantante elegido internamente)   |
| Letonia LTV                 | Dziesma par laimi                 | Fomins & Kleins         | Eirodziesma 2004, 28-02-04                                 |
| Letonia LTV                 | Canción por la alegría            | Letón                   | Eirodziesma 2004, 28-02-04                                 |
| Lituania LRT                | What's happened to your love?     | Linas & Simonas         | Final nacional, 14-02-04                                   |
| Lituania LRT                | ¿Qué le ha pasado a tu amor?      | Inglés                  | Final nacional, 14-02-04                                   |
| Macedonia (ARY) MKRTV       | Life                              | Toše Proeski            | Final nacional, 14-02-04 (cantante elegido internamente)   |
| Macedonia (ARY) MKRTV       | Vida                              | Inglés                  | Final nacional, 14-02-04 (cantante elegido internamente)   |
| Malta TVM                   | On again... off again             | Julie & Ludwig          | Malta Song For Europe, 14-02-04                            |
| Malta TVM                   | Ahora sí, ahora no                | Inglés                  | Malta Song For Europe, 14-02-04                            |
| Mónaco TMC                  | Notre planète                     | Märyon                  | Elección interna                                           |
| Mónaco TMC                  | Nuestro planeta                   | Francés                 | Elección interna                                           |
| Noruega NRK                 | High                              | Knut Anders Sorum       | Melodi Grand Prix 2004, 06-03-04                           |
| Noruega NRK                 | Alto                              | Inglés                  | Melodi Grand Prix 2004, 06-03-04                           |
| Países Bajos NOS            | Without you                       | Re-Union                | Nationaal Songfestival 2004, 22-02-04                      |
| Países Bajos NOS            | Sin ti                            | Inglés                  | Nationaal Songfestival 2004, 22-02-04                      |
| Polonia TVP                 | Love song                         | Blue Cafe               | Final nacional                                             |
| Polonia TVP                 | Canción de amor                   | Inglés y Español        | Final nacional                                             |
| Portugal RTP                | Foi magia                         | Sofia Vitória           | Operação Triunfo, 18-01-04                                 |
| Portugal RTP                | Fue magia                         | Portugués               | Operação Triunfo, 18-01-04                                 |
| Reino Unido BBC             | Hold on to our love               | James Fox               | Making Your Mind Up, 28-02-04                              |
| Reino Unido BBC             | Aférrate a nuestro amor           | Inglés                  | Making Your Mind Up, 28-02-04                              |
| Rumania TVR                 | I admit                           | Sanda                   | Final nacional, 13-03-04                                   |
| Rumania TVR                 | Admito                            | Inglés                  | Final nacional, 13-03-04                                   |
| Rusia C1R                   | Believe me                        | Julia Savicheva         | Elección interna                                           |
| Rusia C1R                   | Créeme                            | Inglés                  | Elección interna                                           |
| Serbia y Montenegro RTS     | Lane moje                         | Željko Joksimović       | Evropesma 2004, 21-02-04                                   |
| Serbia y Montenegro RTS     | Cariño mío                        | Serbio                  | Evropesma 2004, 21-02-04                                   |
| Suecia SVT                  | It hurts                          | Lena Philipsson         | Melodifestivalen 2004, 20-03-04                            |
| Suecia SVT                  | Duele                             | Inglés                  | Melodifestivalen 2004, 20-03-04                            |
| Suiza SSR SRG               | Celebrate!                        | Piero & The MusicStars  | Final nacional, 06-03-04                                   |
| Suiza SSR SRG               | ¡Celebremos!                      | Inglés                  | Final nacional, 06-03-04                                   |
| Turquía TRT                 | For real                          | Athena                  | Final nacional, 24-01-04 (cantante elegido internamente)   |
| Turquía TRT                 | De verdad                         | Inglés                  | Final nacional, 24-01-04 (cantante elegido internamente)   |
| Ucrania NTU                 | Wild Dances                       | Ruslana                 | Elección interna                                           |
| Ucrania NTU                 | Danzas salvajes                   | Inglés y Ucraniano      | Elección interna                                           |

De los 36 temas participantes, 22 fueron interpretados en inglés. Los 14 restantes fueron cantados mayoritariamente en su idioma oficial. Alemania mezcló el inglés con el alemán y el turco. Francia el francés con el español. Israel el inglés con el hebreo. Ucrania el inglés con el ucraniano y Grecia y Polonia mezclaron el inglés con el español.

## Celebración del festival

### Semifinal

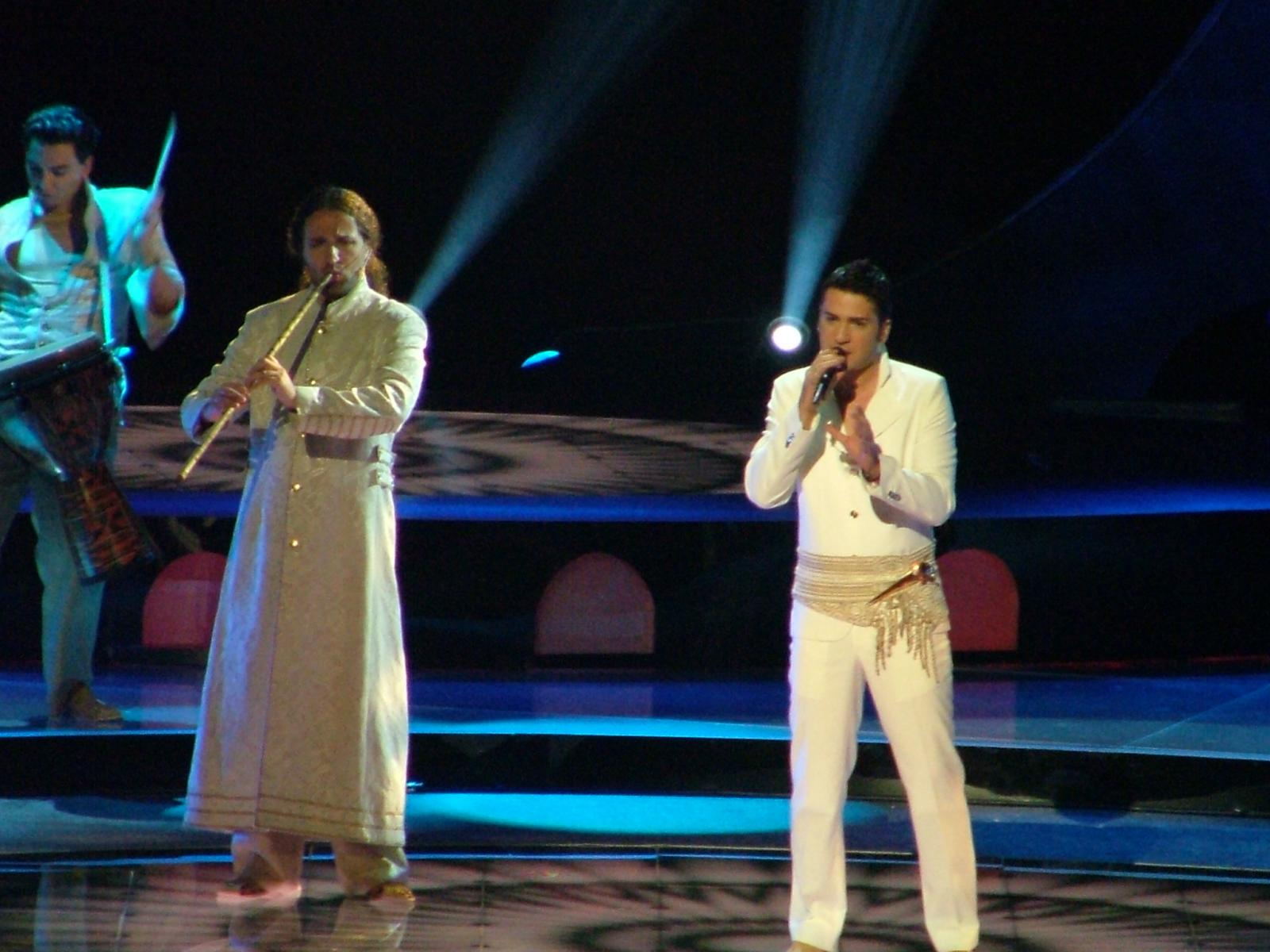
Željko Joksimović y su tema Lane Moje le otorgaron a Serbia y Montenegro su primera victoria en una semifinal con 263 puntos.

De los 36 participantes, 22 tuvieron que comenzar desde la semifinal. Fue realizada el miércoles 12 de mayo de 2004 en el Abdi İpekçi Arena de Estambul, Turquía. Solo los 10 países con las mejores puntuaciones avanzarían a la final. Los resultados completos fueron publicados una vez terminado el festival para evitar posibles influencias en la final, aunque las posiciones de los eliminados (11° a 22°) fueron mostrados en el programa una vez anunciados los finalistas. 
Después de la presentación de los 22 semifinalistas, se abrieron las líneas en los países votantes. Este año la transmisión de la semifinal fue opcional para los clasificados directamente a la final, lo que provocó que Francia, Polonia y Rusia no la transmitieran y por lo tanto, no votaron; dando así un total de 33 países votantes. Los países otorgaron 12, 10, 8-1 a sus 10 canciones más votadas por medio del televoto, solo en el caso de Mónaco los jurados fueron los encargados de entregar los votos. La victoria la obtuvo el país debutante Serbia y Montenegro con Željko Joksimović, quien interpretó el tema folk "Lane Moje" recibiendo un total de 263 puntos, incluidas 9 máximas puntuaciones. El segundo lugar fue para Ruslana de Ucrania con "Wild Dances", tema con el que fusionó el género Dance-pop con sonidos étnicos de Europa del Este, y por la cual recibió 256 puntos. El tercer lugar lo consiguió Grecia, el cuarto Albania y el quinto Chipre.
| N.º | País                 | Intérprete(s)           | Canción                         | Lugar | Puntos |
| --- | -------------------- | ----------------------- | ------------------------------- | ----- | ------ |
| 01  | Finlandia            | Jari Sillanpää          | «Takes 2 To Tango»              | 14    | 51     |
| 02  | Bielorrusia          | Aleksandra & Konstantin | «My Galileo»                    | 19    | 10     |
| 03  | Suiza                | Piero & The MusicStars  | «Celebrate!»                    | 22    | 0      |
| 04  | Letonia              | Fomins & Kleins         | «Dziesma Par Laimi»             | 17    | 23     |
| 05  | Israel               | David D'or              | «Leha'amin»                     | 11    | 57     |
| 06  | Andorra              | Marta Roure             | «Jugarem a Estimar-nos»         | 18    | 12     |
| 07  | Portugal             | Sofia Vitória           | «Foi Magia»                     | 15    | 38     |
| 08  | Malta                | Julie & Ludwig          | «On Again... Off Again»         | 8     | 74     |
| 09  | Mónaco               | Märyon                  | «Notre Planète»                 | 20    | 10     |
| 10  | Grecia               | Sakis Rouvas            | «Shake It»                      | 3     | 238    |
| 11  | Ucrania              | Ruslana                 | «Wild Dances»                   | 2     | 256    |
| 12  | Lituania             | Linas & Simona          | «What's Happened To Your Love?» | 16    | 26     |
| 13  | Albania              | Anjeza Shahini          | «The Image Of You»              | 4     | 167    |
| 14  | Chipre               | Lisa Andreas            | «Stronger Every Minute»         | 5     | 149    |
| 15  | Macedonia (ARY)      | Toše Proeski            | «Life»                          | 10    | 71     |
| 16  | Eslovenia            | Platin                  | «Stay Forever»                  | 21    | 5      |
| 17  | Estonia              | Neiokõsõ                | «Tii»                           | 12    | 57     |
| 18  | Croacia              | Ivan Mikulić            | «You Are The Only One»          | 9     | 72     |
| 19  | Dinamarca            | Tomas Thordarson        | «Shame On You»                  | 13    | 56     |
| 20  | Serbia y Montenegro  | Željko Joksimović       | «Lane Moje»                     | 1     | 263    |
| 21  | Bosnia y Herzegovina | Deen                    | «In The Disco»                  | 7     | 133    |
| 22  | Países Bajos         | Re-Union                | «Without You»                   | 6     | 146    |

### Final

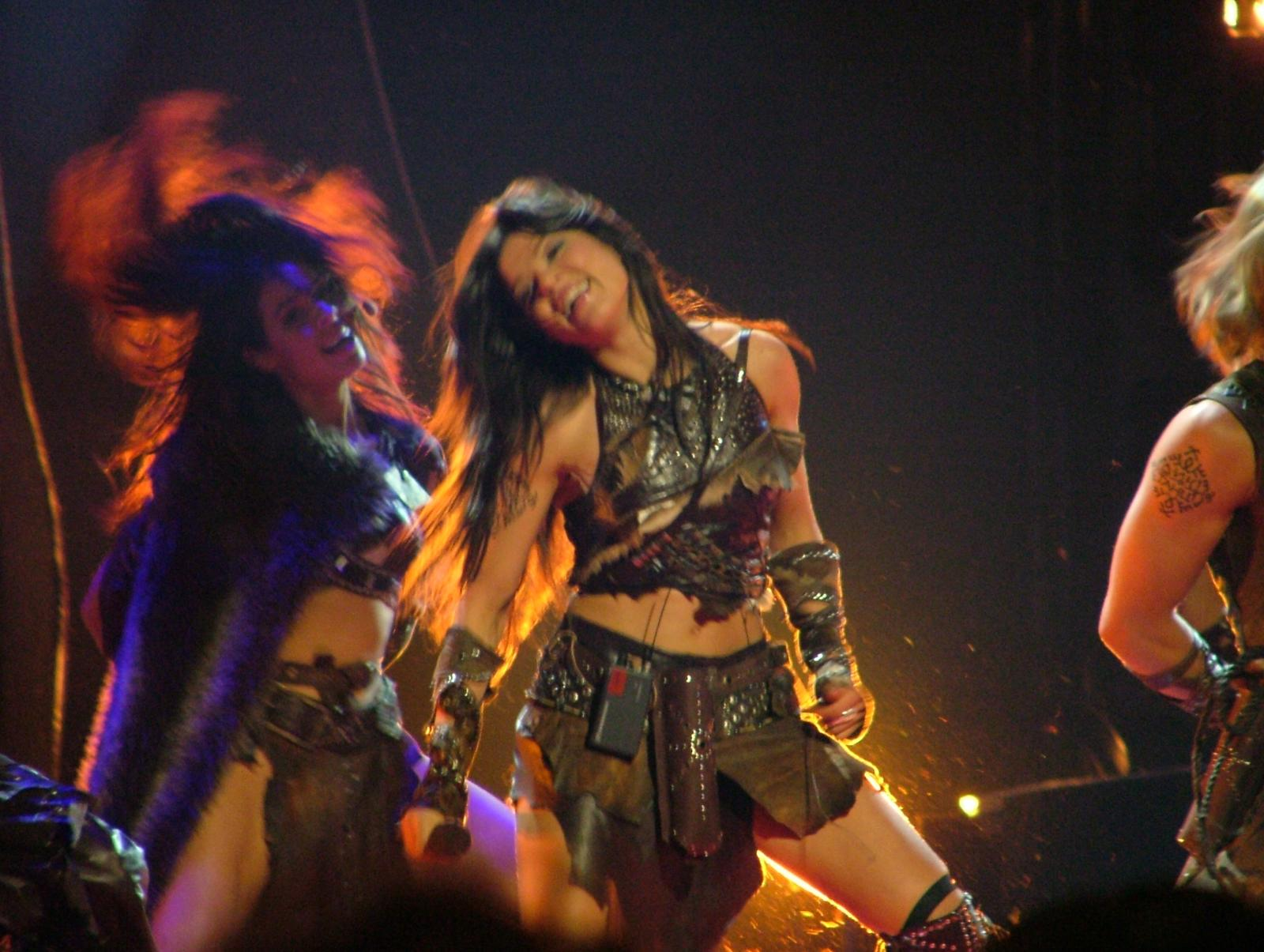
Ruslana le dio su primera victoria a Ucrania con el tema Wild Dances con 280 puntos.

La final del festival de Eurovisión 2004 se realizó el 15 de mayo de 2004 en el Abdi İpekçi Arena en Estambul, Turquía. Participaron 24 países: los 10 mejores participantes de la edición de 2003, incluido el país anfitrión, el Big Four (Alemania, España, Francia y Reino Unido) y los 10 clasificados vía semifinal. El evento se inició con la participación de Sertab Erener y su tema ganador "Everyway That I Can".
El show también contó con la transmisión de un video especial de ABBA, grupo ganador en 1974. Después de presentarse todos los intérpretes, se dio inicio a la votación. El sistema de votación fue igual al de la semifinal, con los países entregando de 1 a 8, 10 y 12 puntos a los concursantes más votados por llamadas telefónicas o SMS; en el caso de Mónaco, debido a que no se recibió voto telefónico alguno, tuvieron que ser los jurados especializados, los encargados de entregar los puntajes.
Para la votación del primer festival que realizó una semifinal , se decidió que el orden de votación sería en orden alfabético por su Código ISO, iniciando con Andorra y finalizando con Ucrania. Andorra abrió la votación otorgándole la máxima puntuación a España, sin embargo, conforme avanzó la votación, Ucrania, Serbia y Montenegro, Turquía y Grecia comenzaron a pelear los primeros cuatro lugares, siendo liderada por una mayor parte por Serbia y Montenegro. Sin embargo, a mitad de votación Ucrania pasó a ser primera y comenzó a tomar más distancia del resto de países.
Finalmente, Ucrania con la cantante Ruslana obtuvo la victoria con un total de 280 puntos. Su tema "Wild Dances" consiguió 8 puntuaciones máximas, alcanzando el récord de puntos de los primeros 50 años del festival, y el absoluto entre las solistas femeninas (hasta ese momento). Cabe destacar que era apenas la segunda participación del país en el festival. El segundo lugar se lo llevó la debutante Serbia y Montenegro con Željko Joksimović y "Lane Moje" quien lograría el récord hasta ahora en ese momento de la canción en segundo lugar con la mayor puntuación, tras obtener 263 puntos (puntaje idéntico al de la semifinal); este mismo récord (entre los terceros lugares) se lo llevaría Grecia con 252 puntos. Ambos récords fueron rotos en 2015 por Rusia e Italia, con 303 y 292 puntos, respectivamente. El cuarto quedó en manos del país anfitrión, Turquía y el quinto fue un empate entre Chipre (con su mejor resultado histórico, hasta 2018) y Suecia, la máxima favorita. 
El festival mostró una de las cribas más duras en esta edición, viéndose reflejada en las altas puntuaciones de los primeros lugares y los escasos puntos que llegaron a obtener los de la parte baja. También se mostró en la cantidad de países que votaron a las canciones de los primeros puestos, dándose casi un monopolio en este aspecto: Serbia y Montenegro junto con Grecia fueron votados por todos (caso que no se daría hasta en 2009), a la ganadora solo Suiza que no la votó. Para Chipre, Turquía y Suecia no la votaron 3, 4 y 5 países respectivamente. 
- En negrita, países clasificados para la final de 2005.

| N.º | País                 | Intérprete(s)     | Canción                       | Lugar | Puntos |
| --- | -------------------- | ----------------- | ----------------------------- | ----- | ------ |
| 01  | España               | Ramón             | «Para llenarme de ti»         | 10    | 87     |
| 02  | Austria              | Tie-break         | «Du Bist»                     | 21    | 9      |
| 03  | Noruega              | Knut Anders Sorum | «High»                        | 24    | 3      |
| 04  | Francia              | Jonatan Cerrada   | «À Chaque Pas»                | 15    | 40     |
| 05  | Serbia y Montenegro  | Željko Joksimović | «Lane Moje»                   | 2     | 263    |
| 06  | Malta                | Julie & Ludwig    | «On Again... Off Again»       | 12    | 50     |
| 07  | Países Bajos         | Re-Union          | «Without You»                 | 20    | 11     |
| 08  | Alemania             | Max               | «Can't Wait Until Tonight»    | 8     | 93     |
| 09  | Albania              | Anjeza Shahini    | «The Image Of You»            | 7     | 106    |
| 10  | Ucrania              | Ruslana           | «Wild Dances»                 | 1     | 280    |
| 11  | Croacia              | Ivan Mikulić      | «You Are The Only One»        | 13    | 50     |
| 12  | Bosnia y Herzegovina | Deen              | «In The Disco»                | 9     | 91     |
| 13  | Bélgica              | Xandee            | «1 Life»                      | 22    | 7      |
| 14  | Rusia                | Julia Savicheva   | «Believe Me»                  | 11    | 67     |
| 15  | Macedonia (ARY)      | Toše Proeski      | «Life»                        | 14    | 47     |
| 16  | Grecia               | Sakis Rouvas      | «Shake It»                    | 3     | 252    |
| 17  | Islandia             | Jónsi             | «Heaven»                      | 19    | 16     |
| 18  | Irlanda              | Chris Doran       | «If My World Stopped Turning» | 23    | 7      |
| 19  | Polonia              | Blue Cafe         | «Love Song»                   | 17    | 27     |
| 20  | Reino Unido          | James Fox         | «Hold On To Our Love»         | 16    | 29     |
| 21  | Chipre               | Lisa Andreas      | «Stronger Every Minute»       | 5     | 170    |
| 22  | Turquía              | Athena            | «For Real»                    | 4     | 195    |
| 23  | Rumania              | Sanda             | «I Admit»                     | 18    | 18     |
| 24  | Suecia               | Lena Philipsson   | «It Hurts»                    | 5     | 170    |

Fuente: Festival de Eurovisión 2004 (www.eurovision-spain.com) Archivado el 24 de septiembre de 2015 en Wayback Machine.

### Votaciones
Se empleaba un sistema de puntos, por lo que la suma de los votos del televoto y los SMS hacían que los 10 canciones más votadas recibieran 12, 10, 8, 7, 6, 5, 4, 3, 2 y 1 punto respectivamente.

#### Tabla de puntuaciones

##### Final
| ......Participante..... | Pts. | Bandera de Andorra | Bandera de Albania | Bandera de Austria | Bandera de Bosnia y Herzegovina | Bandera de Bélgica | Bandera de Bielorrusia | Bandera de Suiza | Bandera de Serbia y Montenegro | Bandera de Chipre | Bandera de Alemania | Bandera de Dinamarca | Bandera de Estonia | Bandera de España | Bandera de Finlandia | Bandera de Francia | Bandera del Reino Unido | Bandera de Grecia | Bandera de Croacia | Bandera de Irlanda | Bandera de Israel | Bandera de Islandia | Bandera de Lituania | Bandera de Letonia | Bandera de Mónaco | Bandera de Macedonia del Norte | Bandera de Malta | Bandera de los Países Bajos | Bandera de Noruega | Bandera de Polonia | Bandera de Portugal | Bandera de Rumania | Bandera de Rusia | Bandera de Suecia | Bandera de Eslovenia | Bandera de Turquía | Bandera de Ucrania |
| ----------------------- | ---- | ------------------ | ------------------ | ------------------ | ------------------------------- | ------------------ | ---------------------- | ---------------- | ------------------------------ | ----------------- | ------------------- | -------------------- | ------------------ | ----------------- | -------------------- | ------------------ | ----------------------- | ----------------- | ------------------ | ------------------ | ----------------- | ------------------- | ------------------- | ------------------ | ----------------- | ------------------------------ | ---------------- | --------------------------- | ------------------ | ------------------ | ------------------- | ------------------ | ---------------- | ----------------- | -------------------- | ------------------ | ------------------ |
| España                  | 87   | 12                 | 0                  | 0                  | 0                               | 7                  | 2                      | 6                | 0                              | 7                 | 2                   | 0                    | 0                  |                   | 0                    | 8                  | 0                       | 3                 | 0                  | 0                  | 8                 | 1                   | 0                   | 0                  | 3                 | 1                              | 3                | 4                           | 0                  | 1                  | 12                  | 5                  | 0                | 0                 | 0                    | 2                  | 0                  |
| Austria                 | 9    | 0                  | 0                  |                    | 0                               | 0                  | 0                      | 0                | 0                              | 0                 | 0                   | 0                    | 0                  | 0                 | 0                    | 4                  | 0                       | 5                 | 0                  | 0                  | 0                 | 0                   | 0                   | 0                  | 0                 | 0                              | 0                | 0                           | 0                  | 0                  | 0                   | 0                  | 0                | 0                 | 0                    | 0                  | 0                  |
| Noruega                 | 3    | 0                  | 0                  | 0                  | 0                               | 0                  | 0                      | 0                | 0                              | 0                 | 0                   | 0                    | 0                  | 0                 | 0                    | 0                  | 0                       | 0                 | 0                  | 0                  | 0                 | 0                   | 0                   | 0                  | 0                 | 0                              | 0                | 0                           |                    | 0                  | 0                   | 0                  | 0                | 3                 | 0                    | 0                  | 0                  |
| Francia                 | 40   | 7                  | 1                  | 0                  | 0                               | 10                 | 0                      | 0                | 0                              | 0                 | 0                   | 0                    | 0                  | 4                 | 0                    |                    | 0                       | 0                 | 0                  | 0                  | 0                 | 0                   | 0                   | 0                  | 12                | 0                              | 0                | 0                           | 0                  | 0                  | 2                   | 0                  | 4                | 0                 | 0                    | 0                  | 0                  |
| Serbia y Montenegro     | 263  | 2                  | 7                  | 12                 | 12                              | 3                  | 7                      | 12               |                                | 10                | 10                  | 7                    | 1                  | 6                 | 10                   | 10                 | 3                       | 8                 | 12                 | 3                  | 7                 | 7                   | 2                   | 5                  | 1                 | 10                             | 6                | 10                          | 6                  | 5                  | 7                   | 8                  | 10               | 12                | 12                   | 8                  | 12                 |
| Malta                   | 50   | 6                  | 3                  | 0                  | 1                               | 0                  | 0                      | 0                | 0                              | 0                 | 0                   | 1                    | 6                  | 0                 | 0                    | 0                  | 2                       | 1                 | 2                  | 6                  | 4                 | 0                   | 4                   | 6                  | 0                 | 3                              |                  | 0                           | 0                  | 3                  | 1                   | 0                  | 0                | 0                 | 0                    | 0                  | 1                  |
| Países Bajos            | 11   | 0                  | 0                  | 0                  | 0                               | 6                  | 0                      | 0                | 0                              | 0                 | 0                   | 0                    | 3                  | 0                 | 0                    | 0                  | 0                       | 0                 | 0                  | 0                  | 0                 | 0                   | 0                   | 0                  | 0                 | 0                              | 2                |                             | 0                  | 0                  | 0                   | 0                  | 0                | 0                 | 0                    | 0                  | 0                  |
| Alemania                | 93   | 0                  | 2                  | 10                 | 3                               | 0                  | 0                      | 10               | 0                              | 0                 |                     | 0                    | 2                  | 12                | 0                    | 7                  | 4                       | 0                 | 1                  | 4                  | 0                 | 0                   | 1                   | 0                  | 7                 | 0                              | 0                | 3                           | 1                  | 6                  | 8                   | 4                  | 0                | 0                 | 3                    | 5                  | 0                  |
| Albania                 | 106  | 0                  |                    | 5                  | 4                               | 1                  | 0                      | 7                | 8                              | 0                 | 5                   | 4                    | 0                  | 0                 | 3                    | 1                  | 1                       | 10                | 6                  | 2                  | 0                 | 4                   | 0                   | 1                  | 0                 | 12                             | 10               | 1                           | 3                  | 0                  | 0                   | 1                  | 0                | 7                 | 4                    | 6                  | 0                  |
| Ucrania                 | 280  | 10                 | 5                  | 4                  | 6                               | 5                  | 10                     | 0                | 10                             | 8                 | 6                   | 5                    | 12                 | 8                 | 8                    | 2                  | 5                       | 7                 | 8                  | 7                  | 12                | 12                  | 12                  | 12                 | 6                 | 8                              | 8                | 7                           | 7                  | 12                 | 10                  | 6                  | 12               | 10                | 8                    | 12                 |                    |
| Croacia                 | 50   | 0                  | 0                  | 3                  | 10                              | 0                  | 5                      | 3                | 5                              | 0                 | 1                   | 0                    | 0                  | 0                 | 1                    | 0                  | 0                       | 0                 |                    | 0                  | 0                 | 0                   | 0                   | 0                  | 0                 | 5                              | 0                | 0                           | 0                  | 0                  | 0                   | 0                  | 5                | 0                 | 5                    | 0                  | 7                  |
| Bosnia y Herzegovina    | 91   | 0                  | 10                 | 7                  |                                 | 0                  | 0                      | 5                | 6                              | 0                 | 0                   | 8                    | 0                  | 0                 | 0                    | 0                  | 0                       | 0                 | 10                 | 0                  | 0                 | 0                   | 0                   | 0                  | 4                 | 4                              | 0                | 2                           | 10                 | 0                  | 0                   | 0                  | 0                | 8                 | 10                   | 7                  | 0                  |
| Bélgica                 | 7    | 1                  | 0                  | 0                  | 0                               |                    | 0                      | 0                | 0                              | 1                 | 0                   | 0                    | 0                  | 0                 | 0                    | 0                  | 0                       | 0                 | 0                  | 0                  | 0                 | 0                   | 0                   | 0                  | 0                 | 0                              | 0                | 5                           | 0                  | 0                  | 0                   | 0                  | 0                | 0                 | 0                    | 0                  | 0                  |
| Rusia                   | 67   | 0                  | 0                  | 0                  | 0                               | 0                  | 12                     | 0                | 1                              | 6                 | 0                   | 0                    | 8                  | 0                 | 4                    | 0                  | 0                       | 2                 | 0                  | 0                  | 6                 | 0                   | 8                   | 10                 | 0                 | 0                              | 0                | 0                           | 0                  | 0                  | 0                   | 0                  |                  | 0                 | 0                    | 0                  | 10                 |
| Macedonia (ARY)         | 47   | 0                  | 6                  | 0                  | 8                               | 0                  | 0                      | 1                | 12                             | 0                 | 0                   | 0                    | 0                  | 0                 | 0                    | 0                  | 0                       | 0                 | 5                  | 0                  | 0                 | 0                   | 0                   | 0                  | 0                 |                                | 1                | 0                           | 0                  | 0                  | 0                   | 0                  | 0                | 0                 | 7                    | 4                  | 3                  |
| Grecia                  | 252  | 8                  | 12                 | 2                  | 5                               | 8                  | 6                      | 4                | 7                              | 12                | 7                   | 3                    | 5                  | 7                 | 6                    | 6                  | 12                      |                   | 7                  | 5                  | 10                | 6                   | 10                  | 7                  | 10                | 7                              | 12               | 6                           | 2                  | 7                  | 6                   | 12                 | 7                | 4                 | 6                    | 10                 | 8                  |
| Islandia                | 16   | 0                  | 0                  | 0                  | 0                               | 0                  | 0                      | 0                | 0                              | 0                 | 0                   | 2                    | 0                  | 0                 | 2                    | 0                  | 0                       | 0                 | 0                  | 0                  | 0                 |                     | 0                   | 0                  | 5                 | 0                              | 0                | 0                           | 5                  | 0                  | 0                   | 0                  | 2                | 0                 | 0                    | 0                  | 0                  |
| Irlanda                 | 7    | 0                  | 0                  | 0                  | 0                               | 0                  | 0                      | 0                | 0                              | 0                 | 0                   | 0                    | 0                  | 0                 | 0                    | 0                  | 7                       | 0                 | 0                  |                    | 0                 | 0                   | 0                   | 0                  | 0                 | 0                              | 0                | 0                           | 0                  | 0                  | 0                   | 0                  | 0                | 0                 | 0                    | 0                  | 0                  |
| Polonia                 | 27   | 0                  | 0                  | 0                  | 0                               | 0                  | 0                      | 0                | 0                              | 2                 | 4                   | 0                    | 0                  | 1                 | 0                    | 0                  | 0                       | 4                 | 0                  | 0                  | 0                 | 3                   | 7                   | 0                  | 0                 | 0                              | 0                | 0                           | 0                  |                    | 0                   | 0                  | 0                | 1                 | 0                    | 0                  | 5                  |
| Reino Unido             | 29   | 0                  | 0                  | 0                  | 0                               | 0                  | 1                      | 0                | 0                              | 0                 | 0                   | 0                    | 4                  | 0                 | 0                    | 0                  |                         | 0                 | 0                  | 8                  | 0                 | 2                   | 0                   | 3                  | 0                 | 0                              | 4                | 0                           | 0                  | 2                  | 0                   | 2                  | 1                | 2                 | 0                    | 0                  | 0                  |
| Chipre                  | 170  | 4                  | 0                  | 6                  | 0                               | 4                  | 8                      | 2                | 3                              |                   | 8                   | 6                    | 7                  | 3                 | 7                    | 5                  | 10                      | 12                | 4                  | 10                 | 3                 | 10                  | 5                   | 4                  | 2                 | 0                              | 7                | 8                           | 4                  | 4                  | 3                   | 3                  | 6                | 6                 | 1                    | 1                  | 4                  |
| Turquía                 | 195  | 3                  | 8                  | 8                  | 7                               | 12                 | 3                      | 8                | 2                              | 4                 | 12                  | 10                   | 0                  | 2                 | 5                    | 12                 | 6                       | 6                 | 3                  | 1                  | 2                 | 5                   | 3                   | 2                  | 8                 | 6                              | 0                | 12                          | 8                  | 8                  | 0                   | 10                 | 8                | 5                 | 0                    |                    | 6                  |
| Rumania                 | 18   | 0                  | 0                  | 0                  | 0                               | 0                  | 0                      | 0                | 0                              | 3                 | 0                   | 0                    | 0                  | 10                | 0                    | 0                  | 0                       | 0                 | 0                  | 0                  | 1                 | 0                   | 0                   | 0                  | 0                 | 0                              | 0                | 0                           | 0                  | 0                  | 4                   |                    | 0                | 0                 | 0                    | 0                  | 0                  |
| Suecia                  | 170  | 5                  | 4                  | 1                  | 2                               | 2                  | 4                      | 0                | 4                              | 5                 | 3                   | 12                   | 10                 | 5                 | 12                   | 3                  | 8                       | 0                 | 0                  | 12                 | 5                 | 8                   | 6                   | 8                  | 0                 | 2                              | 5                | 0                           | 12                 | 10                 | 5                   | 7                  | 3                |                   | 2                    | 3                  | 2                  |

##### Semifinal
| ......Participante..... | Pts. | Bandera de Andorra | Bandera de Albania | Bandera de Austria | Bandera de Bosnia y Herzegovina | Bandera de Bélgica | Bandera de Bielorrusia | Bandera de Suiza | Bandera de Serbia y Montenegro | Bandera de Chipre | Bandera de Alemania | Bandera de Dinamarca | Bandera de Estonia | Bandera de España | Bandera de Finlandia | Bandera del Reino Unido | Bandera de Grecia | Bandera de Croacia | Bandera de Irlanda | Bandera de Israel | Bandera de Islandia | Bandera de Lituania | Bandera de Letonia | Bandera de Mónaco | Bandera de Macedonia del Norte | Bandera de Malta | Bandera de los Países Bajos | Bandera de Noruega | Bandera de Portugal | Bandera de Rumania | Bandera de Suecia | Bandera de Eslovenia | Bandera de Turquía | Bandera de Ucrania |
| ----------------------- | ---- | ------------------ | ------------------ | ------------------ | ------------------------------- | ------------------ | ---------------------- | ---------------- | ------------------------------ | ----------------- | ------------------- | -------------------- | ------------------ | ----------------- | -------------------- | ----------------------- | ----------------- | ------------------ | ------------------ | ----------------- | ------------------- | ------------------- | ------------------ | ----------------- | ------------------------------ | ---------------- | --------------------------- | ------------------ | ------------------- | ------------------ | ----------------- | -------------------- | ------------------ | ------------------ |
| Finlandia               | 51   | 0                  | 7                  | 0                  | 0                               | 1                  | 0                      | 0                | 0                              | 6                 | 0                   | 0                    | 7                  | 3                 |                      | 0                       | 5                 | 0                  | 0                  | 0                 | 3                   | 0                   | 0                  | 6                 | 2                              | 0                | 0                           | 3                  | 0                   | 0                  | 8                 | 0                    | 0                  | 0                  |
| Bielorrusia             | 10   | 0                  | 0                  | 0                  | 0                               | 0                  |                        | 0                | 0                              | 0                 | 0                   | 0                    | 2                  | 0                 | 0                    | 0                       | 0                 | 0                  | 0                  | 0                 | 1                   | 2                   | 0                  | 0                 | 0                              | 0                | 0                           | 0                  | 0                   | 0                  | 0                 | 0                    | 0                  | 5                  |
| Suiza                   | 0    | 0                  | 0                  | 0                  | 0                               | 0                  | 0                      |                  | 0                              | 0                 | 0                   | 0                    | 0                  | 0                 | 0                    | 0                       | 0                 | 0                  | 0                  | 0                 | 0                   | 0                   | 0                  | 0                 | 0                              | 0                | 0                           | 0                  | 0                   | 0                  | 0                 | 0                    | 0                  | 0                  |
| Letonia                 | 23   | 0                  | 0                  | 0                  | 0                               | 0                  | 4                      | 0                | 0                              | 0                 | 0                   | 0                    | 5                  | 0                 | 0                    | 0                       | 0                 | 0                  | 4                  | 2                 | 0                   | 6                   |                    | 2                 | 0                              | 0                | 0                           | 0                  | 0                   | 0                  | 0                 | 0                    | 0                  | 0                  |
| Israel                  | 57   | 3                  | 5                  | 1                  | 0                               | 2                  | 3                      | 0                | 3                              | 2                 | 1                   | 2                    | 0                  | 4                 | 2                    | 2                       | 3                 | 0                  | 0                  |                   | 0                   | 0                   | 0                  | 0                 | 0                              | 6                | 2                           | 0                  | 7                   | 5                  | 0                 | 0                    | 4                  | 0                  |
| Andorra                 | 12   |                    | 0                  | 0                  | 0                               | 0                  | 0                      | 0                | 0                              | 0                 | 0                   | 0                    | 0                  | 12                | 0                    | 0                       | 0                 | 0                  | 0                  | 0                 | 0                   | 0                   | 0                  | 0                 | 0                              | 0                | 0                           | 0                  | 0                   | 0                  | 0                 | 0                    | 0                  | 0                  |
| Portugal                | 38   | 12                 | 0                  | 0                  | 0                               | 4                  | 0                      | 7                | 0                              | 0                 | 0                   | 0                    | 0                  | 6                 | 0                    | 0                       | 0                 | 0                  | 0                  | 0                 | 0                   | 0                   | 0                  | 1                 | 0                              | 0                | 0                           | 0                  |                     | 8                  | 0                 | 0                    | 0                  | 0                  |
| Malta                   | 74   | 5                  | 6                  | 0                  | 4                               | 0                  | 1                      | 0                | 0                              | 0                 | 0                   | 4                    | 10                 | 0                 | 0                    | 5                       | 1                 | 1                  | 1                  | 6                 | 2                   | 7                   | 7                  | 0                 | 4                              |                  | 3                           | 0                  | 4                   | 0                  | 0                 | 1                    | 0                  | 2                  |
| Mónaco                  | 10   | 4                  | 2                  | 0                  | 0                               | 0                  | 0                      | 0                | 0                              | 4                 | 0                   | 0                    | 0                  | 0                 | 0                    | 0                       | 0                 | 0                  | 0                  | 0                 | 0                   | 0                   | 0                  |                   | 0                              | 0                | 0                           | 0                  | 0                   | 0                  | 0                 | 0                    | 0                  | 0                  |
| Grecia                  | 238  | 8                  | 12                 | 5                  | 5                               | 10                 | 8                      | 3                | 10                             | 12                | 10                  | 3                    | 4                  | 7                 | 5                    | 12                      |                   | 6                  | 2                  | 12                | 6                   | 8                   | 6                  | 4                 | 7                              | 12               | 6                           | 5                  | 8                   | 12                 | 4                 | 4                    | 12                 | 10                 |
| Ucrania                 | 256  | 10                 | 3                  | 4                  | 7                               | 8                  | 12                     | 2                | 8                              | 8                 | 6                   | 6                    | 12                 | 10                | 8                    | 7                       | 7                 | 8                  | 10                 | 10                | 10                  | 12                  | 10                 | 5                 | 8                              | 10               | 7                           | 7                  | 12                  | 7                  | 6                 | 8                    | 8                  |                    |
| Lituania                | 26   | 0                  | 0                  | 0                  | 0                               | 0                  | 2                      | 0                | 0                              | 7                 | 0                   | 0                    | 0                  | 0                 | 0                    | 0                       | 2                 | 0                  | 3                  | 1                 | 0                   |                     | 8                  | 0                 | 0                              | 3                | 0                           | 0                  | 0                   | 0                  | 0                 | 0                    | 0                  | 0                  |
| Albania                 | 167  | 6                  |                    | 7                  | 6                               | 5                  | 0                      | 10               | 6                              | 1                 | 8                   | 7                    | 1                  | 2                 | 6                    | 6                       | 8                 | 7                  | 5                  | 4                 | 4                   | 0                   | 5                  | 3                 | 12                             | 8                | 5                           | 8                  | 2                   | 6                  | 7                 | 5                    | 6                  | 1                  |
| Chipre                  | 149  | 2                  | 0                  | 6                  | 0                               | 6                  | 6                      | 1                | 2                              |                   | 4                   | 5                    | 6                  | 1                 | 7                    | 10                      | 12                | 2                  | 8                  | 3                 | 8                   | 4                   | 3                  | 12                | 0                              | 5                | 10                          | 4                  | 3                   | 1                  | 3                 | 3                    | 5                  | 7                  |
| Macedonia (ARY)         | 71   | 0                  | 8                  | 2                  | 8                               | 0                  | 0                      | 5                | 12                             | 0                 | 3                   | 1                    | 0                  | 0                 | 0                    | 0                       | 4                 | 5                  | 0                  | 0                 | 0                   | 0                   | 0                  | 0                 |                                | 1                | 1                           | 0                  | 0                   | 4                  | 2                 | 6                    | 3                  | 6                  |
| Eslovenia               | 5    | 0                  | 0                  | 0                  | 1                               | 0                  | 0                      | 0                | 0                              | 0                 | 0                   | 0                    | 0                  | 0                 | 0                    | 0                       | 0                 | 3                  | 0                  | 0                 | 0                   | 0                   | 0                  | 0                 | 1                              | 0                | 0                           | 0                  | 0                   | 0                  | 0                 |                      | 0                  | 0                  |
| Estonia                 | 57   | 0                  | 1                  | 0                  | 0                               | 0                  | 0                      | 0                | 4                              | 0                 | 0                   | 0                    |                    | 0                 | 12                   | 1                       | 0                 | 0                  | 0                  | 0                 | 7                   | 10                  | 12                 | 0                 | 0                              | 0                | 0                           | 1                  | 5                   | 0                  | 1                 | 0                    | 0                  | 3                  |
| Croacia                 | 72   | 0                  | 0                  | 8                  | 10                              | 0                  | 7                      | 6                | 5                              | 0                 | 5                   | 0                    | 0                  | 0                 | 1                    | 0                       | 0                 |                    | 0                  | 0                 | 0                   | 3                   | 1                  | 0                 | 6                              | 0                | 4                           | 0                  | 1                   | 0                  | 0                 | 7                    | 0                  | 8                  |
| Dinamarca               | 56   | 0                  | 0                  | 0                  | 3                               | 0                  | 0                      | 0                | 0                              | 3                 | 0                   |                      | 3                  | 0                 | 4                    | 0                       | 0                 | 0                  | 0                  | 5                 | 12                  | 0                   | 0                  | 10                | 0                              | 2                | 0                           | 6                  | 0                   | 2                  | 5                 | 0                    | 1                  | 0                  |
| Serbia y Montenegro     | 263  | 1                  | 4                  | 12                 | 12                              | 7                  | 10                     | 12               |                                | 10                | 12                  | 10                   | 0                  | 8                 | 10                   | 8                       | 10                | 12                 | 6                  | 8                 | 0                   | 1                   | 4                  | 7                 | 10                             | 4                | 12                          | 10                 | 10                  | 10                 | 12                | 12                   | 7                  | 12                 |
| Bosnia y Herzegovina    | 133  | 0                  | 10                 | 10                 |                                 | 3                  | 0                      | 8                | 7                              | 0                 | 7                   | 12                   | 0                  | 0                 | 0                    | 4                       | 0                 | 10                 | 7                  | 0                 | 0                   | 0                   | 0                  | 0                 | 5                              | 0                | 8                           | 12                 | 0                   | 0                  | 10                | 10                   | 10                 | 0                  |
| Países Bajos            | 146  | 7                  | 0                  | 3                  | 2                               | 12                 | 5                      | 4                | 1                              | 5                 | 2                   | 8                    | 8                  | 5                 | 3                    | 3                       | 6                 | 4                  | 12                 | 7                 | 5                   | 5                   | 2                  | 8                 | 3                              | 7                |                             | 2                  | 6                   | 3                  | 0                 | 2                    | 2                  | 4                  |

- Mónaco. Fue el único país en el no se recibió ningún voto telefónico, por lo que se recurrió al jurado de reserva.

Los siguientes países decidieron no transmitir la semifinal y por ende, no votaron:
- Francia
- Polonia
- Rusia

#### Máximas puntuaciones
Tras la votación los países que recibieron 12 puntos (máxima puntuación que podía otorgar el jurado) fueron:

##### Final
| N. | A                   | De                                                                        |
| -- | ------------------- | ------------------------------------------------------------------------- |
| 8  | Ucrania             | Estonia, Israel, Islandia, Lituania, Letonia, Polonia, Rusia, Turquía     |
| 7  | Serbia y Montenegro | Austria, Bosnia y Herzegovina, Suiza, Croacia, Suecia, Eslovenia, Ucrania |
| 5  | Grecia              | Albania, Chipre, Reino Unido, Malta, Rumania                              |
| 4  | Suecia              | Dinamarca, Finlandia, Irlanda, Noruega                                    |
| 4  | Turquía             | Bélgica, Alemania, Francia, Países Bajos                                  |
| 2  | España              | Andorra, Portugal                                                         |
| 1  | Albania             | Macedonia (ARY)                                                           |
| 1  | Alemania            | España                                                                    |
| 1  | Chipre              | Grecia                                                                    |
| 1  | Francia             | Mónaco                                                                    |
| 1  | Macedonia (ARY)     | Serbia y Montenegro                                                       |
| 1  | Rusia               | Bielorrusia                                                               |

##### Semifinal
| N. | A                    | De                                                                                                |
| -- | -------------------- | ------------------------------------------------------------------------------------------------- |
| 9  | Serbia y Montenegro  | Austria, Alemania, Bosnia y Herzegovina, Croacia, Eslovenia, Países Bajos, Suecia, Suiza, Ucrania |
| 7  | Grecia               | Albania, Chipre, Israel, Malta, Reino Unido, Rumania, Turquía                                     |
| 4  | Ucrania              | Bielorrusia, Estonia, Lituania, Portugal                                                          |
| 2  | Bosnia y Herzegovina | Dinamarca, Noruega                                                                                |
| 2  | Chipre               | Grecia, Mónaco                                                                                    |
| 2  | Estonia              | Finlandia, Letonia                                                                                |
| 2  | Países Bajos         | Bélgica, Irlanda                                                                                  |
| 1  | Albania              | Macedonia (ARY)                                                                                   |
| 1  | Andorra              | España                                                                                            |
| 1  | Dinamarca            | Islandia                                                                                          |
| 1  | Macedonia (ARY)      | Serbia y Montenegro                                                                               |
| 1  | Portugal             | Andorra                                                                                           |